# Estación Santa Catalina
Santa Catalina es una estación ferroviaria ubicada en la ciudad de Llavallol, en el partido de Lomas de Zamora, Provincia de Buenos Aires, Argentina. Se ubica dentro de la Reserva Natural Municipal Santa Catalina.

## Servicios
Forma parte de la Línea General Roca, siendo una parada del servicio diésel metropolitano que se presta entre las estaciones Haedo y Temperley.
Los servicios son prestados por la empresa Trenes Argentinos Operaciones.